# Душан Маркович
Душан Маркович (сербохорв. Dušan Marković, 9 березня 1906, Крчедин, Австро-Угорщина — 29 листопада 1974, Новий Сад, СФРЮ) — югославський футболіст і тренер, що грав на позиції нападника, зокрема, за клуб «Воєводина», а також національну збірну Югославії.

## Клубна кар'єра
У футболі дебютував 1921 року виступами за команду клубу «Воєводина», в якій провів чотирнадцять сезонів. 
Протягом 1935—1937 років захищав кольори команди клубу БСК «Белград».
Завершив професійну ігрову кар'єру у клубі «Гренобль».
Помер 29 листопада 1974 року на 69-му році життя у місті Новий Сад.

## Виступи за збірну
1932 року дебютував в офіційних матчах у складі національної збірної Югославії провівши у її формі свій єдиний матч проти Чехословаччини у Празі.
У складі збірної був присутній на чемпіонату світу 1930 року в Уругваї, але на поле не виходив.

## Кар'єра тренера
Після завершення кар'єри гравця, він залишався пов'язаним з футболом як тренер, очолюючи деякі клуби в Югославії, а саме «Гражданскі» зі Скоп'є в 1938—1939 рр. і «Железничар» з Сараєва в 1939—1941 рр.

## Титули і досягнення
- Бронзовий призер чемпіонату світу: 1930